# Sam Hunt
Sam Lowry Hunt (Cedartown, Georgia; 8 de diciembre de 1984) es un cantante, compositor de música country y exjugador de fútbol americano universitario estadounidense. Jugó al fútbol en la escuela secundaria y en la universidad, en ese entonces, persiguió una carrera como futbolista. En 2014 firmó un acuerdo de grabación con MCA Nashville y en octubre publicó su álbum de estudio debut Montevallo, que se situó en la posición 3 del Billboard 200 de Estados Unidos.

## Biografía y carrera artística

### 1984: primeros años de vida
Sam Hunt nació el 8 de diciembre de 1984 en Cedartown, una comunidad rural en Georgia, Estados Unidos.

### 2014: Montevallo
En enero de 2014, se confirmó que había firmado un contrato de grabación con MCA Nashville El 12 de agosto de 2014, lanzó X2C, un EP de cuatro canciones, destinado a ser un adelanto de su álbum de estudio debut. El primer sencillo de Hunt para MCA Nashville fue "Leave the Night On", que llegó al número uno en la lista Country Airplay en octubre de 2014. El segundo sencillo del álbum, "Take Your Time", fue lanzado el 24 de noviembre de 2014. Alcanzó el puesto número 20 en el Billboard Hot 100 de Estados Unidos.

### 2020: Southside
El 1 de febrero de 2017, Hunt lanzó "Body Like a Back Road", que se convirtió en su mayor éxito.

### Discografía
- 2014: Montevallo
- 2020: Southside

## Vida personal
En enero de 2017 se comprometió con Hannah Lee Fowler. Mantenían una relación intermitente desde 2008 y ella fue su principal inspiración para el álbum Montevallo. Se hace referencia a su nombre en la canción "Drinkin' Too Much". Se casaron el 15 de abril de 2017 en su ciudad natal de Cedartown, Georgia. Fowler pidió el divorcio en febrero de 2022. Sin embargo, paralizaron el divorcio porque ella se encontraba embarazada. Anunció el nacimiento de su hija Lucy Lu el 7 de junio de 2022 durante un concierto en Nashville. En abril de 2023 se hizo público que sería padre por segunda vez. Su segundo hijo nació en noviembre de ese año.